# Нокдаун

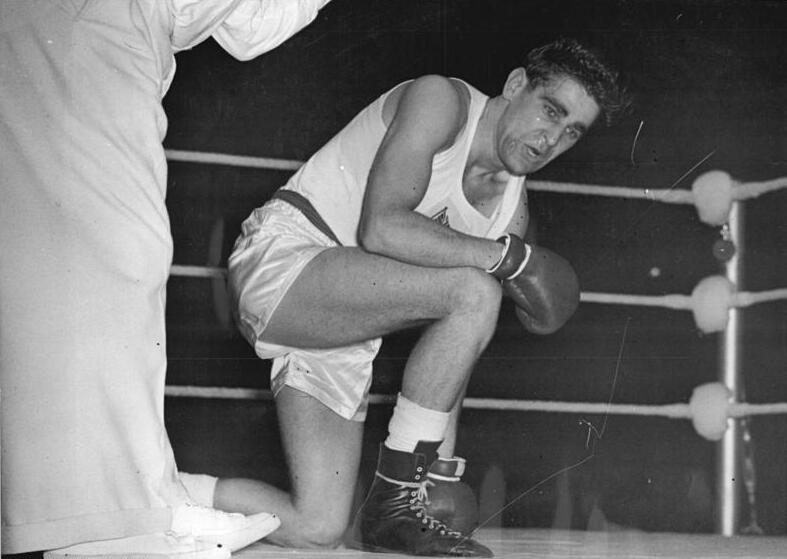
Касание настила ринга рукой или коленом также является нокдауном

Нокда́ун (англ. knock-down — сокрушающий удар) — ситуация, при которой боксёр, боец других спортивных единоборств или иных регламентированных контактных соревнований, под воздействием удара, либо уклоняясь от атаки, касается настила ринга третьей точкой опоры (колено, рука). В таком случае рефери производит отсчёт до 8. Если боксёр на счёт 8 ещё не находится в вертикальном положении, то рефери продолжает считать до 10. Если боксёр и на счёт 10 всё ещё не поднялся, то рефери фиксирует нокаут. При падении боксёра за пределы ринга ему даётся на восстановление 20 секунд. В смешанных единоборствах нокдаун не фиксируется.
Стоячий нокдаун — ситуация, при которой рефери считает, что боксёра спасли от падения канаты. В такой ситуации рефери начинает отсчёт до 8. В чемпионских боях не действует правило стоячего нокдауна.
Флеш-нокдаун (лёгкий нокдаун) — ситуация, при которой боксёр касается настила ринга третьей точкой опоры (колено, рука), однако сразу же принимает вертикальное положение. В таком случае рефери не всегда производит отсчёт до 8.

## Связанные правила
Правило трёх нокдаунов — ситуация, при которой боксёр побывал три раза в течение одного раунда в нокдауне. После 3-го нокдауна рефери останавливает бой и проигравший считается автоматически нокаутированным. Правило действует в боях под эгидой WBA, а также в некоторых промоушенах профессионального кикбоксинга.
Правило fighter saved by bell — в старых правилах бокса гонг (bell) останавливал счёт, а на восстановление боксёру была минута перерыва. По современным правилам гонг не даётся, а «лишние» секунды берутся со следующего раунда. Общепринятое современное правило гласит, что гонг не спасает от нокдауна — и, соответственно, от нокаута. Это касается и бокса, и кикбоксинга, и других ударных единоборств.

## Выдающиеся спортсмены
За всю историю бокса известны несколько боксёров, которые благодаря своей недюжинной стойкости и способности переносить удары ни разу не побывали в нокдауне даже во время спаррингов за десятилетия своих выступлений на любительском и профессиональном ринге (в алфавитном порядке):
- Геннадий Головкин (средний вес)
- Билли Грэм (полусредний вес)
- Оливер Макколл (тяжёлый вес)
- Шон Мэннион[англ.] (1-й тяжёлый вес)
- Марион Уилсон (тяжёлый вес)
- Джордж Чувало (тяжёлый вес)

Один раз в нокдауне за всю свою боксёрскую карьеру побывали:
- Миккель Кесслер (полутяжёлый вес)[2]
- Джейк Ламотта (средний вес)
- Дэвид Туа (тяжёлый вес): был однажды в нокдауне за время своей профессиональной карьеры, также был нокаутирован в период своей любительской карьеры.